# Wolf Frankenburger
Wolf Frankenburger (* 27. März 1827 in Obbach; † 18. Juli 1889 in Nürnberg) war ein deutscher Jurist und für die Deutsche Fortschrittspartei Mitglied des Deutschen Reichstags.

## Leben
Frankenburger studierte Rechtswissenschaften in Würzburg, wo er 1846 Mitglied der Burschenschaft Germania zu Würzburg wurde, und wurde 1861 in Nürnberg zum Advokaten ernannt. Dort war er ab 1870 war er Gemeindebevollmächtigter, Ratsmitglied und Verwaltungsmitglied der jüdischen Kultusgemeinde. Von 1869 bis 1889 war er Mitglied der Bayerischen Kammer der Abgeordneten. Von 1874 bis 1878 vertrat er den Wahlkreis Mittelfranken 1 (Nürnberg) für die Fortschrittspartei im Deutschen Reichstag. Bei der Wahl 1877 konnte er sich in einer Stichwahl nur knapp mit 12.684 zu 12.090 Stimmen  gegenüber dem sozialdemokratischen Kandidaten durchsetzen.